# エイス・オブ・ベイス
エイス・オブ・ベイス（Ace of Base）は、スウェーデンのヨーテボリ出身の音楽グループ。オリジナル・メンバーは、ヨーナス・バーグレン（Jonas Berggren、ニックネームはジョーカー、1967年3月21日 - ）、マリーン・バーグレン（Malin Berggren、ニックネームはリン、1970年10月31日 - ）、イェッニー・バーグレン（Jenny Berggren、ニックネームはイェッニー、1972年5月19日 - ）、ウルフ・エクバーグ（Ulf Ekberg、ニックネームはブッダ、1970年12月6日 - ）の兄姉妹と友人一人から構成されていた。
女性2人のボーカルに男性2人というメンバー構成と、スウェーデン出身という共通点から、ABBAとよく比較される。
1990年代前半に「オール・ザット・シー・ウォンツ」が大ヒットして一躍有名になり、デビュー・アルバム『オール・ザット・シー・ウォンツ』（『Happy Nation』『The Sign』と、地域によってタイトルが異なる）は、全世界で2300万枚を売上げ、トップスターの仲間入りをした。
曲調はレゲエとテクノをミックスさせた、ポップで親しみやすいダンス・ミュージック。

## 来歴
ヨーナスが友人2人とともに組んでいたテクノ・バンドに、リンとイェッニーの姉妹がボーカルとして参加。友人2人が脱退した後、1990年にウルフが加わり、グループ名をエイス・オブ・ベイスとした。グループ名を考えたのはヨーナスで、「スタジオの王様」という意味である。
当初、本国スウェーデンのレコード会社9社にデモテープを持ち込んだものの見向きもされなかったため、デンマークのレコード会社メガ・レコード（Mega Records）と1990年に契約。この件について、後に「僕らを認めなかったプロデューサーが『エイス・オブ・ベイスをけった男』として有名になった」とヨーナスは述べている。（朝日新聞 1996年5月26日記事）
1992年にシングル「Wheel Of Fortune」でデビューし、プロデューサーにスウェーデンのDJであるデニズ・ポップ（Denniz Pop）を迎えてリリースしたセカンド・シングル「オール・ザット・シー・ウォンツ」が大ヒット。全英シングルチャートならびフジテレビで深夜に放送されていた音楽番組『BEAT UK』でもナンバー1を獲得。続く「ザ・サイン」、「ドント・ターン・アラウンド」もヒットし、ファースト・アルバム『オール・ザット・シー・ウォンツ』（Happy Nation/The Sign）は全世界で2300万枚を売上げて各国で賞を獲得し、最も売れたデビュー・アルバムとしてギネスブックに載った。
1995年夏にはイェーテボリで開かれた世界陸上の開会式に地元代表のアーティストとして出演し「ラッキー・ラヴ」を披露。この時、ウルフは腎臓結石を患っており、出演するかどうかが危ぶまれたが、結局は激痛に耐えて出演し、終演後病院へ運ばれた。同年、セカンド・アルバム『ザ・ブリッジ』をリリースし、世界各地に本人たちが実際にプロモーションを行った成果もあって500万枚を売り上げる。また、同年、映画『007 ゴールデンアイ』の主題歌候補として「ゴールデンアイ」（詞も曲も異なる）を歌うが、最終選考でティナ・ターナーに敗れた。

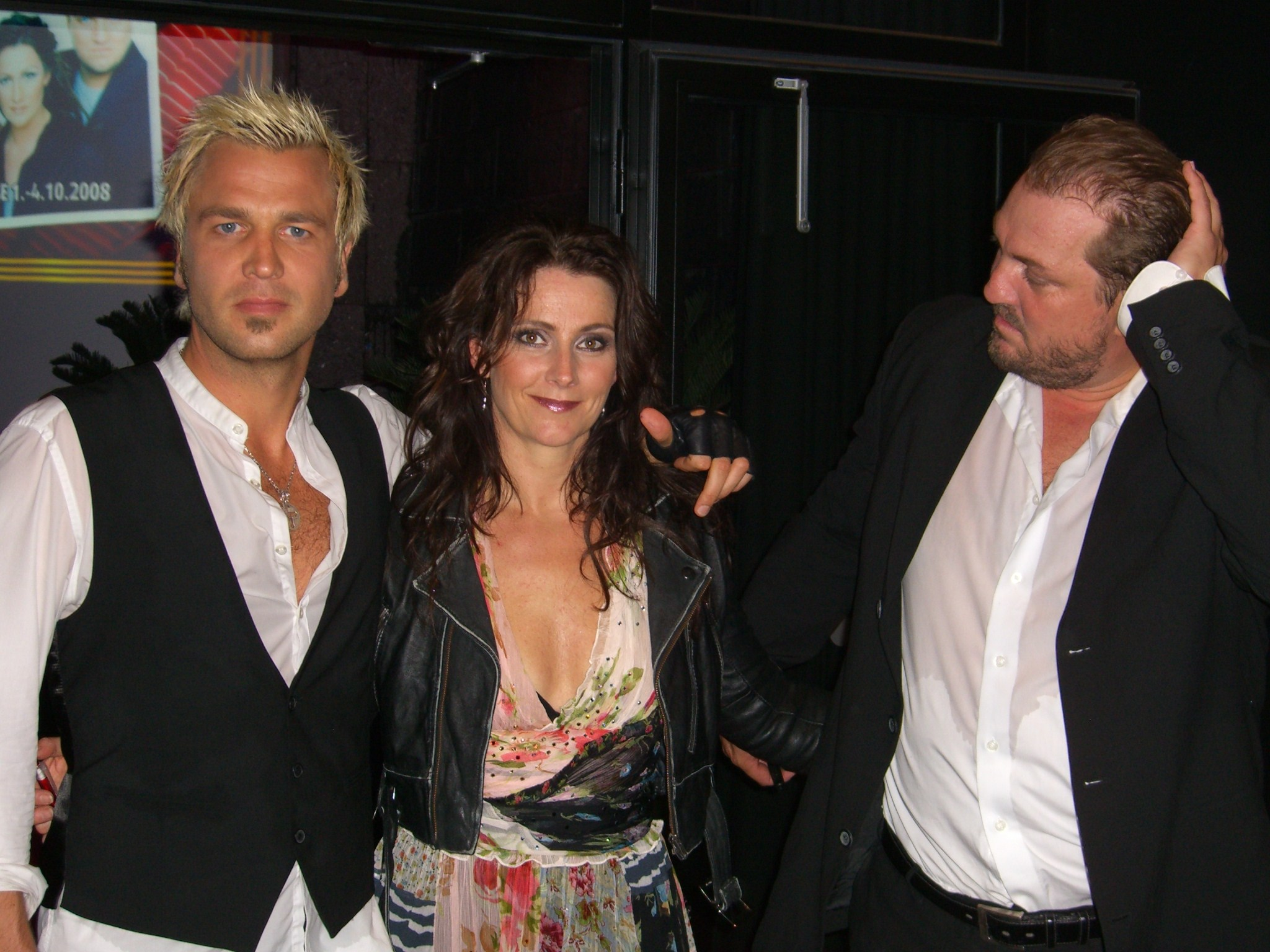
エイス・オブ・ベイス（2008年）

1997年以降、リンはカメラを避けるようになり、コンサートでも物の陰になる場所、あるいはカーテンの裏側でしか演奏しなくなり、またインタビューも受けなくなる。事務所やバンドメンバーは当初、リンのこうした奇妙な振る舞いについて発言するのを避けていた。プロモーションビデオの撮影現場から姿を消してしまい、リンが出演しない形で収録されたものもあった。後に雑誌『Bravo』が、「この頃のリンは深刻な病を患っていた。その証拠としてドイツのテレビ番組に出演したリンの振る舞いは奇妙で終始震えていた」と書いている。一方、当時バンド・メンバーは、「リンはカメラ恐怖症である」と説明していた。彼女にとって最後となったインタビューにおいて、リンは「単にバックグラウンドとして残ることが自分の願いである」と述べた。実際、彼女の願いは叶えられ、その後はアルバム・ジャケットをはじめあらゆる写真媒体において、「笑わず」「不幸そうに」「ぼやけた」「一際小さな」リンの写真が敢えて使われた。1998年にリリースされたサード・アルバム『クルーエル・サマー』では、その不自然なジャケット写真が話題になった。1999年から2000年にかけてベスト・アルバム『グレイテスト・ヒッツ～SINGLES OF THE 90S』をリリース。2002年から2003年には4枚目のアルバム『ダ・カーポ』をリリース。2006年、ウルフはリンがバンドを抜けたことを正式に認め、今後はいかなる形でも共に活動することはなく、トリオで活動していくと発表。また、この時点で既に10年近く、実質的に彼らがトリオの形で活動していたことも認めた。

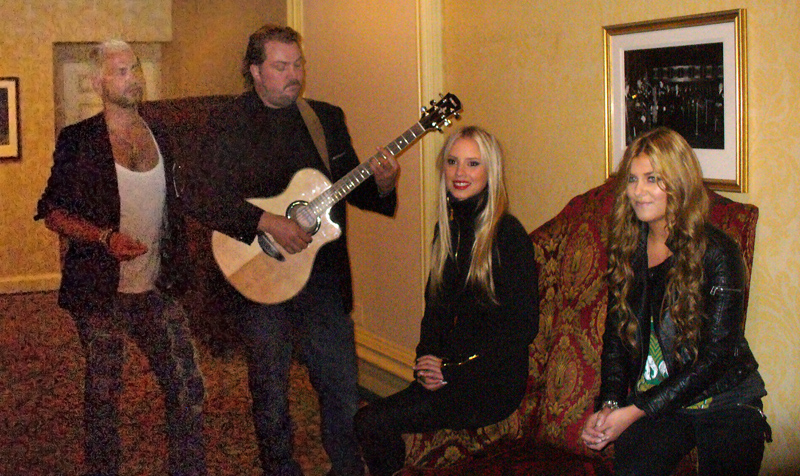
トロントでのファン・ミーティングにて（2010年）

2009年、リンに変わる新たなボーカルとしてジュリア・ウィリアムソンが加入。しかし、この加入がウルフとヨーナスの主導で決められたことにイェッニーが反発しグループと距離を置くようになる。ウルフとヨーナスはこの新体制で、新たなアルバムの制作に取りかかるが、納得のいかないイェッニーはこのアルバム制作に不参加を表明（しかし、グループからの脱退は否定）。このため、ウルフとヨーナスはイェッニーに代わるボーカルとしてクララ・ハグマンを迎え、アルバム制作を強行する。翌2010年、この新体制でのアルバム『The Golden Ratio』をリリース。しかし、この新体制は結局、うまく軌道に乗らず、2012年以降、グループとして表だった活動は見られなくなる。2014年、この2人の新しいボーカルが正式に脱退したと発表された（またこの時、2012年の時点で実質的には脱退していたと語った）。その後、活動再開に関して、ウルフは「適切な要素があれば、不可能だとは思わない」と希望的な発言をしているが、イェッニーは「（グループは）すでに解散しているし、再結成の可能性はない」とこの発言を否定している。また、ヨーナスは「（ウルフ、イェッニーと自分でのトリオの活動もそれなりに良かったと自分では思っているけど）みんな（リンを加えた）4人での活動を望んでいるんだ。でも、やっぱりそれは難しいんだよ。再結成した時のために、曲も準備してあるんだけどね」と現実的な再結成の難しさを示唆している。

## スキャンダル・事件
ファースト・アルバムがヒットした後（1993年?）、ウルフが10代前半にネオナチ団体に所属していたことと、アルコールやドラッグに手を出していたことが発覚。ウルフはこの件について釈明し、バンドは反ファシストを歌った「Happy Nation」で決別を明らかにした。
1994年4月27日には、度を越したドイツ人女性ファン（ストーカーともいう）がバーグレン家に侵入し、寝ていたイェッニーの喉元にナイフを突きつけてイェッニーの両親と話をさせるよう要求。ナイフを取ろうとしてもみ合ったイェッニーの母親が怪我をするという事件が発生した。この女性は一週間ほど家の周りをうろついてバーグレン家をストーキングしていたようであった。

## ディスコグラフィ

### スタジオ・アルバム
- 『オール・ザット・シー・ウォンツ』 - Happy Nation / The Sign (1992年/1993年)
- 『ザ・ブリッジ』 - The Bridge (1995年)
- 『クルーエル・サマー』 - Flowers / Cruel Summer (1998年)
- 『ダ・カーポ』 - Da Capo (2002年)
- The Golden Ratio (2010年)

### コンピレーション・アルバム
- 『グレイテスト・ヒッツ～SINGLES OF THE 90S』 - Singles of the 90s (1999年)
- Greatest Hits (2000年)
- The Collection/All That She Wants (2002年)
- Platinum & Gold Collection (2003年)
- The Hits (2004年)
- The Ultimate Collection (2005年)
- 『グレイテスト・ヒッツ』 - Greatest Hits (2008年)
- Platinum & Gold	 (2010年)
- Hidden Gems (2015年)
- Gold (2019年)
- Hidden Gems Vol. 2 (2020年)
- All That She Wants: The Classic Collection (2020年)
- Beautiful Life: The Singles (2023年)

### シングル
| 年                                                                                    | 曲名                                                               | チャート最高位 | チャート最高位 | チャート最高位 | チャート最高位 | チャート最高位 | チャート最高位 | チャート最高位 | チャート最高位 | チャート最高位 | チャート最高位 | 売上認定                                                                    | 収録アルバム                             |
| 年                                                                                    | 曲名                                                               | SWE            | AUS            | AUT            | CAN            | DEN            | FIN            | GER            | SWI            | UK             | US             | 売上認定                                                                    | 収録アルバム                             |
| ------------------------------------------------------------------------------------- | ------------------------------------------------------------------ | -------------- | -------------- | -------------- | -------------- | -------------- | -------------- | -------------- | -------------- | -------------- | -------------- | --------------------------------------------------------------------------- | ---------------------------------------- |
| 1992                                                                                  | "Wheel of Fortune"                                                 | 39             | —              | 6              | —              | 2              | 15             | 4              | 5              | 20             | —              | - GER: Gold                                                                 | オール・ザット・シー・ウォンツ           |
| 1992                                                                                  | オール・ザット・シー・ウォンツ "All That She Wants"                | 3              | 1              | 1              | 1              | 1              | 4              | 1              | 1              | 1              | 2              | - AUS: 2× Platinum - AUT: Gold - GER: 3× Gold - UK: Platinum - US: Platinum | オール・ザット・シー・ウォンツ           |
| 1993                                                                                  | "Happy Nation"                                                     | 4              | 80             | 6              | —              | 1              | 1              | 7              | 23             | 40             | —              | - GER: Gold                                                                 | オール・ザット・シー・ウォンツ           |
| 1993                                                                                  | "Waiting for Magic"                                                | 19             | —              | —              | —              | 2              | 5              | —              | —              | —              | —              |                                                                             | オール・ザット・シー・ウォンツ           |
| 1993                                                                                  | ザ・サイン "The Sign"                                              | 2              | 1              | 3              | 1              | 1              | 1              | 1              | 4              | 2              | 1              | - AUS: Platinum - AUT: Gold - GER: Platinum - UK: Platinum - US: Platinum   | オール・ザット・シー・ウォンツ           |
| 1994                                                                                  | ドント・ターン・アラウンド "Don't Turn Around"                     | 11             | 19             | 8              | 1              | 4              | 3              | 6              | 14             | 5              | 4              | - GER: Gold - US: Gold                                                      | オール・ザット・シー・ウォンツ           |
| 1994                                                                                  | リヴィング・イン・デンジャー "Living in Danger"                    | 28             | 103            | 19             | 7              | —              | —              | 23             | 26             | 18             | 20             |                                                                             | オール・ザット・シー・ウォンツ           |
| 1995                                                                                  | ラッキー・ラヴ "Lucky Love"                                        | 1              | 30             | 14             | 6              | 2              | 1              | 13             | 19             | 20             | 30             |                                                                             | ザ・ブリッジ                             |
| 1995                                                                                  | ビューティフル・ライフ "Beautiful Life"                            | 22             | 11             | 24             | 3              | 10             | 3              | 20             | 33             | 15             | 15             | - AUS: Gold                                                                 | ザ・ブリッジ                             |
| 1996                                                                                  | ネヴァー・ゴナ・セイ・アイム・ソーリー "Never Gonna Say I'm Sorry" | 24             | 79             | 38             | 70             | —              | 17             | 44             | —              | —              | —              |                                                                             | ザ・ブリッジ                             |
| 1998                                                                                  | ライフ・イズ・ア・フラワー "Life Is a Flower"                      | 5              | —              | 15             | —              | 3              | 3              | 20             | 18             | 5              | —              | - SWE: Gold - UK: Silver                                                    | クルーエル・サマー                       |
| 1998                                                                                  | "Cruel Summer"                                                     | 33             | 59             | 28             | 6              | —              | 11             | 28             | 21             | 8              | 10             | - US: Gold                                                                  | クルーエル・サマー                       |
| 1998                                                                                  | "Whenever You're Near Me"                                          | —              | —              | —              | 51             | —              | —              | —              | —              | —              | 76             |                                                                             | クルーエル・サマー                       |
| 1998                                                                                  | "Travel to Romantis"                                               | —              | —              | —              | —              | —              | —              | 61             | —              | —              | —              |                                                                             | クルーエル・サマー                       |
| 1998                                                                                  | "Always Have, Always Will"                                         | —              | 61             | 29             | —              | —              | —              | 47             | —              | 12             | —              |                                                                             | クルーエル・サマー                       |
| 1999                                                                                  | "Everytime It Rains"                                               | —              | —              | —              | —              | —              | —              | —              | —              | 22             | —              |                                                                             | クルーエル・サマー                       |
| 1999                                                                                  | "Cecilia"                                                          | —              | —              | —              | —              | —              | —              | —              | —              | —              | —              |                                                                             | クルーエル・サマー                       |
| 1999                                                                                  | "C'est la Vie (Always 21)"                                         | 38             | —              | —              | —              | —              | 11             | 64             | 100            | —              | —              |                                                                             | グレイテスト・ヒッツ〜SINGLES OF THE 90S |
| 2000                                                                                  | "Hallo Hallo"                                                      | —              | —              | —              | —              | —              | 12             | 99             | —              | —              | —              |                                                                             | グレイテスト・ヒッツ〜SINGLES OF THE 90S |
| 2002                                                                                  | "Beautiful Morning"                                                | 14             | —              | 47             | —              | 18             | 20             | 38             | 32             | —              | —              |                                                                             | ダ・カーポ                               |
| 2002                                                                                  | "Unspeakable"                                                      | 45             | —              | —              | —              | —              | 14             | 97             | —              | —              | —              |                                                                             | ダ・カーポ                               |
| 2002                                                                                  | "The Juvenile"                                                     | —              | —              | —              | —              | —              | —              | 78             | —              | —              | —              |                                                                             | ダ・カーポ                               |
| 2009                                                                                  | "Wheel of Fortune 2009"                                            | —              | —              | —              | —              | —              | —              | —              | —              | —              | —              |                                                                             | グレイテスト・ヒッツ                     |
| 2010                                                                                  | "All for You"                                                      | —              | —              | —              | —              | —              | —              | 38             | —              | —              | —              |                                                                             | The Golden Ratio                         |
| 2015                                                                                  | "Would You Believe"                                                | —              | —              | —              | —              | —              | —              | —              | —              | —              | —              |                                                                             | Hidden Gems                              |
| 「—」は、その地域でチャートに載らなかったかリリースされなかったアイテムを示している。 |                                                                    |                |                |                |                |                |                |                |                |                |                |                                                                             |                                          |